# BE Junior Circuit 2005/06
Der BE Junior Circuit 2005/06 (Abkürzung für Badminton Europe Junior Circuit 2005/06) war die fünfte Auflage des BE Junior Circuits im Badminton. Acht Turniere gehörten zur Wettkampfserie.

## Turniere
| Nr. | Turnier                      |
| --- | ---------------------------- |
| 1   | Lausanne Youth International |
| 2   | Slovenian Juniors            |
| 3   | Croatian Juniors             |
| 4   | Slovak Juniors               |
| 5   | Czech Juniors                |
| 6   | Dutch Juniors                |
| 7   | German Juniors               |
| 8   | Belgian Juniors              |